# Xanthia asiatica
Xanthia asiatica är en fjärilsart som beskrevs av George Francis Hampson 1906. Xanthia asiatica ingår i släktet Xanthia och familjen nattflyn. Inga underarter finns listade i Catalogue of Life.